# Scilla hildebrandtii
Scilla hildebrandtii är en sparrisväxtart som beskrevs av John Gilbert Baker. Scilla hildebrandtii ingår i släktet blåstjärnesläktet, och familjen sparrisväxter. Inga underarter finns listade i Catalogue of Life.